# Вест Ливингстон (Тексас)
Вест Ливингстон (енгл. West Livingston) насељено је место без административног статуса у америчкој савезној држави Тексас.

## Демографија
По попису из 2010. године број становника је 8.071, што је 1.459 (22,1%) становника више него 2000. године.
| Група             | 2000.         | 2010.         |
| Белци             | 3.614 (54,7%) | 4.605 (57,1%) |
| Афроамериканци    | 1.979 (29,9%) | 1.774 (22,0%) |
| Азијати           | 24 (0,4%)     | 24 (0,3%)     |
| Хиспаноамериканци | 972 (14,7%)   | 1.582 (19,6%) |
| Укупно            | 6.612         | 8.071         |